# Oostelijke heideglimmer
De oostelijke heideglimmer (Amara gebleri) is een keversoort uit de familie van de loopkevers (Carabidae). De wetenschappelijke naam van de soort werd in 1831 gepubliceerd door Pierre François Marie Auguste Dejean.